# Myodopsylla insignis
Myodopsylla insignis är en loppart som först beskrevs av Rothschild 1903.  Myodopsylla insignis ingår i släktet Myodopsylla och familjen fladdermusloppor. Inga underarter finns listade i Catalogue of Life.